# Angelo Tarantino
Angelo Tarantino (Portogruaro, 8 aprile 1908 – Arua, 15 aprile 1990) è stato un vescovo cattolico e missionario italiano.

## Biografia
Angelo Tarantino, figlio di Giuseppe e Regina Florian, nacque l'8 aprile 1908 a Portogruaro, provincia di Venezia (oggi città metropolitana) e diocesi di Concordia (oggi diocesi di Concordia-Pordenone), in Veneto, nell'allora Regno d'Italia (oggi Repubblica Italiana).

### Formazione e ministero sacerdotale
Dopo aver conseguito l'istruzione primaria si iscrisse presso il Seminario minore di Concordia, facendosi notare dal rettore e mettendosi in luce come ottimo studente: la sua pagella dell'anno scolastico 1922-23 riportava tre 8, tre 9 e due 10, tra cui uno in italiano. Dopo la terza media manifestò la sua volontà di entrare nei Figli del Sacro Cuore di Gesù.
Divenuto alunno dell'Istituto Comboni di Brescia, sebbene con alcune difficoltà iniziali, frequentò il quarto e quinto ginnasio presso il Collegio Cesare Arici della stessa città. I suoi genitori supportarono la sua scelta di seguire la vocazione al sacerdozio, incoraggiandolo a diventare missionario.
Entrato presso la comunità comboniana di Venegono Superiore, emise i voti temporanei il 1º novembre 1927 e la professione solenne esattamente quattro anni dopo, il 1º novembre 1931. Ricevette l'ordinazione sacerdotale il 19 marzo 1932 a Trento, divenendo presbitero due settimane prima di compiere ventiquattro anni. Nel mese di ottobre dello stesso anno partì come missionario per l'Uganda, dove trascorse il resto della sua vita.

### Ministero episcopale
Il 23 giugno 1958, con la bolla Qui summam, papa Pio XII eresse la diocesi di Arua ricavandone il territorio dalla diocesi di Gulu; il 12 febbraio 1959 il suo successore Giovanni XXIII lo nominò 1º vescovo della nuova sede. Ricevette la consacrazione episcopale il 1º maggio seguente, presso il Duomo di Sant'Andrea apostolo nella nativa Portogruaro, per imposizione delle mani di Vittorio De Zanche, vescovo di Concordia, assistito dai co-consacranti Gioacchino Muccin, vescovo di Feltre e Belluno, ed Antonio Mistrorigo, vescovo di Treviso. Rientrato in Uganda, prese possesso della diocesi, nella cattedrale del Sacro Cuore ad Arua.
Prese parte alla seconda sessione del Concilio Vaticano II, svoltasi presso la basilica di San Pietro in Vaticano dal 29 settembre al 4 dicembre 1963.
In Uganda fondò la congregazione di vita contemplativa delle suore dell'Adorazione perpetua della Santissima Trinità.
Il 29 dicembre 1984 papa Giovanni Paolo II accettò la sua rinuncia dal governo pastorale della diocesi di Arua dopo ventisei anni per raggiunti limiti d'età, ai sensi del can. 401 § 1 del Codice di diritto canonico, divenendone vescovo emerito all'età di settantasei anni; gli succedette il quarantaduenne Frederick Drandua, fino ad allora presbitero della medesima diocesi.
Morì il 15 aprile 1990 ad Arua, una settimana dopo aver compiuto ottantadue anni. Al termine dei solenni funerali, la salma venne tumulata all'interno della cattedrale del Sacro Cuore ad Arua.

## Genealogia episcopale
La genealogia episcopale è:
- Cardinale Scipione Rebiba
- Cardinale Giulio Antonio Santori
- Cardinale Girolamo Bernerio, O.P.
- Arcivescovo Galeazzo Sanvitale
- Cardinale Ludovico Ludovisi
- Cardinale Luigi Caetani
- Cardinale Ulderico Carpegna
- Cardinale Paluzzo Paluzzi Altieri degli Albertoni
- Papa Benedetto XIII
- Papa Benedetto XIV
- Papa Clemente XIII
- Cardinale Bernardino Giraud
- Cardinale Alessandro Mattei
- Cardinale Pietro Francesco Galleffi
- Cardinale Giacomo Filippo Fransoni
- Cardinale Carlo Sacconi
- Cardinale Edward Henry Howard
- Cardinale Mariano Rampolla del Tindaro
- Cardinale Rafael Merry del Val
- Arcivescovo Andrea Giacinto Longhin, O.F.M. Cap.
- Patriarca Carlo Agostini
- Vescovo Vittorio De Zanche
- Vescovo Angelo Tarantino, F.S.C.I.